# Sfăraș, Sălaj
Sfăraș (în maghiară: Farnas) este un sat în comuna Almașu din județul Sălaj, Transilvania, România.

## Istoria
Așezare de pe vremea dinastiei Árpád, până în secolul 12 aparținea de teritoriul cetății Adorján, apoi domeniu regal, apoi zonă deținuită de structuri religioase catolice de la Váradelőhegyi prépostság, apoi aparținând abației Szent Jób. Până în secolul 12 era parte din comitatul Bihar (vármegye). Conform Codexului Vienez din secolul 13, deja avea biserica proprie/ Mater Ecclesia. Atestată documentar din secolul 12, menționată mai apoi sub denumirile Szferas (1839, 1863), Szferázs (1873), Sfărașu (1930). Inițial populația era de religie romano-catolică, apoi după reforma bisericii au devenit reformați. La recensământul din 1850, populația de 365 includea 203 maghiari, 4 evrei, 2 țigani; în privința religiozității, aceștia erau 156 greco-catolici, 8 romano-catolici, 197 reformați, 4 israeliți. În 1992 trăiau aici 180 persoane dintre care 111 români și 69 maghiari; 110 erau ortodocși, 2 romano-catolici și 67 reformați. Recensământul din 31 octombrie 2011 consemnează existența unei populații de 118 oameni

## Biserica reformată
Biserica reformată a fost construită prin re-utilizarea pietrelor cetății Almásmonostor, distruse de invazia tătarilor din anul 1241. A fost ridicată în secolul 15, în stil gotic; tocurile ușilor au sculpturi renascentiste. Alte date arată că a fost construită între 1505 și 1510, cu sprijinul proprietarului de terenuri Farnasi Veress János – care are piatra funerară inclusă în zidul bisericii; persoana în cauză este unul dintre liderii revoltelor împotriva Regelui Mátyás al Ungariei/ Matei Corvin. Clădira a fost afectată de evenimentele răscoalei/ luptei de eliberare din 1703-1711 conduse de Rákóczi al II-lea; a fost restaurată în 1750. Nava bisericii precum și zona sacrală octogonală au tavanul tapetat cu casete de lemn create de Gyalui Asztalos János și Umling Lőrinc; sunt prezentate variate motive, de la acvila cu două capete la pelican, Soarele, căderea în păcat șamd. Amvonul (szószék) este din anul 1770, creație a lui Umling Lőrinc.  În interior are piese de mobilier pictat, provenind din secolul 18.

### Clopotnița bisericii reformate
Turnul-clopotniță este din lemn, situat separat de clădirea bisericii; este acoperit cu șindrilă. A fost avariat de un fulger din 1860. În turn sunt două clopote, cel mare este din 1745 și are o greutate de 150 kg (după alte date, probabil eronate, este din 1475, de pe vremea lui Matei Corvin). De altfel, este interesant să vezi o biserică reformată cu caractere atât de ancestrale, o clădire de 5 secole cu turn de lemn poziționat separat în imediata ei vecinătate. Restaurarea recentă a bisericii a fost finanțată de Guvernul Ungariei.

## Imagini

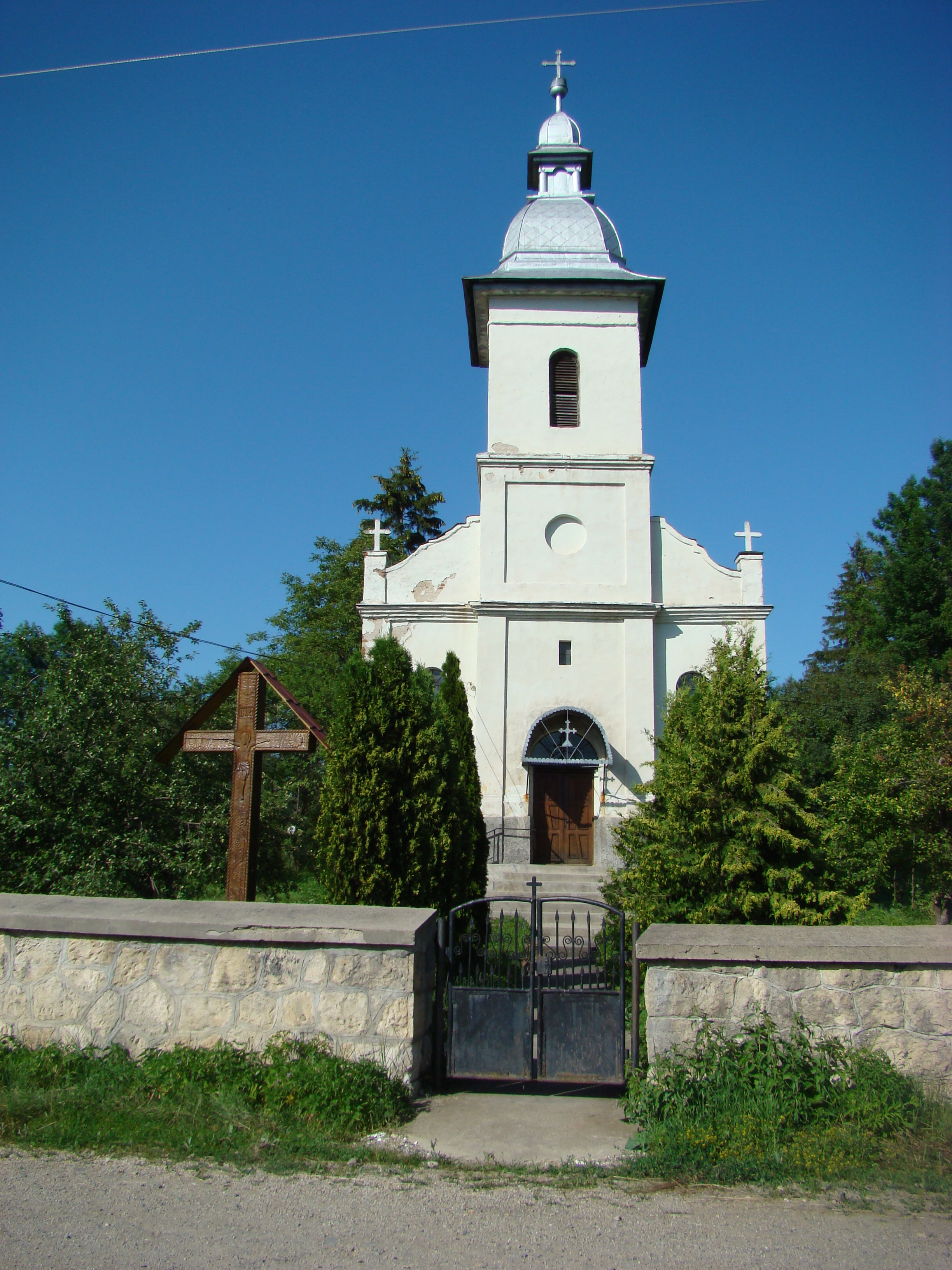
Biserica ortodoxă
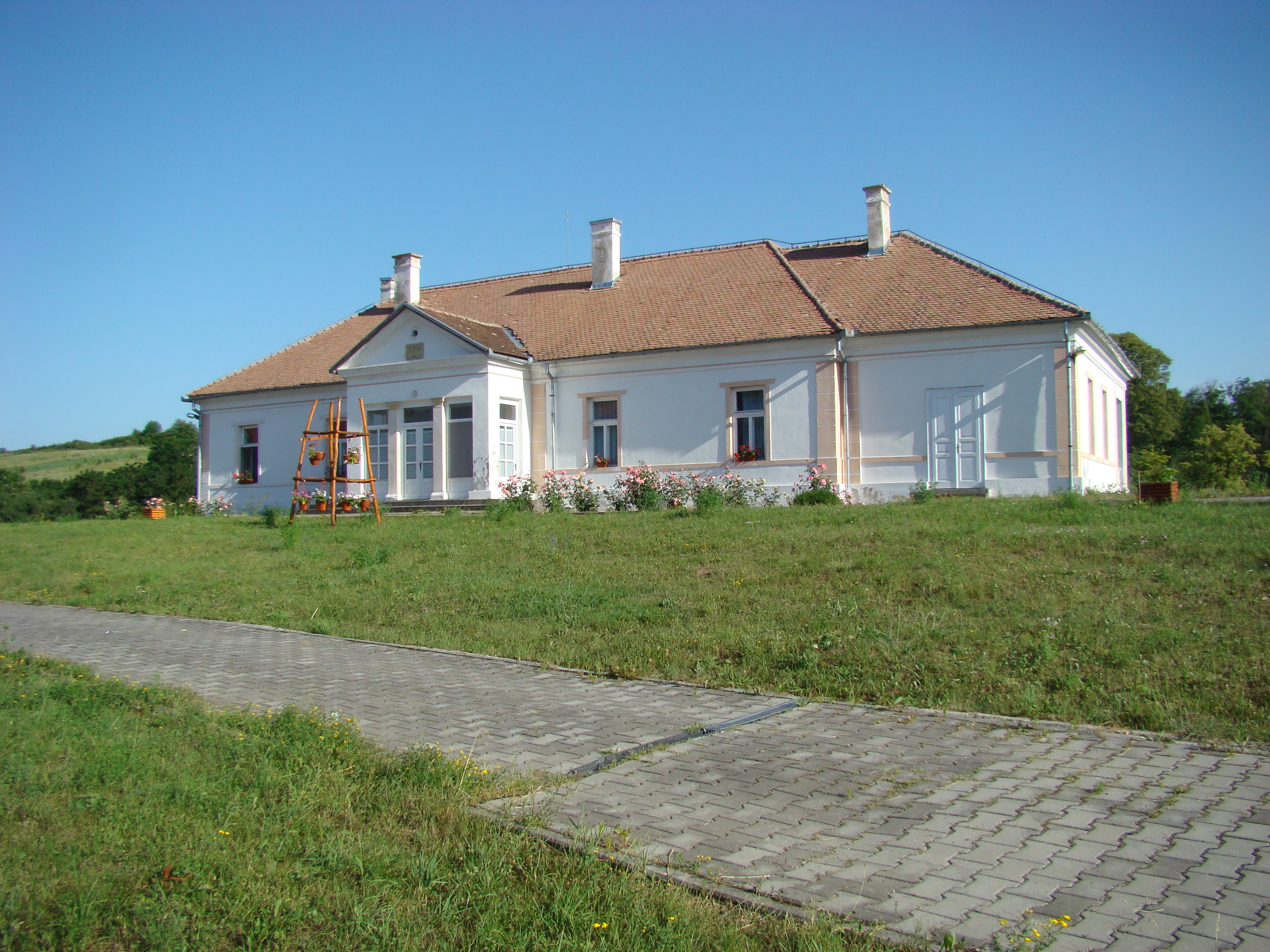
Conacul Szentiványi (fundaţia a fost construită de Szabó Farkas din Turia de Jos şi Daniel Polixszéna din Vârghiş în 1842)
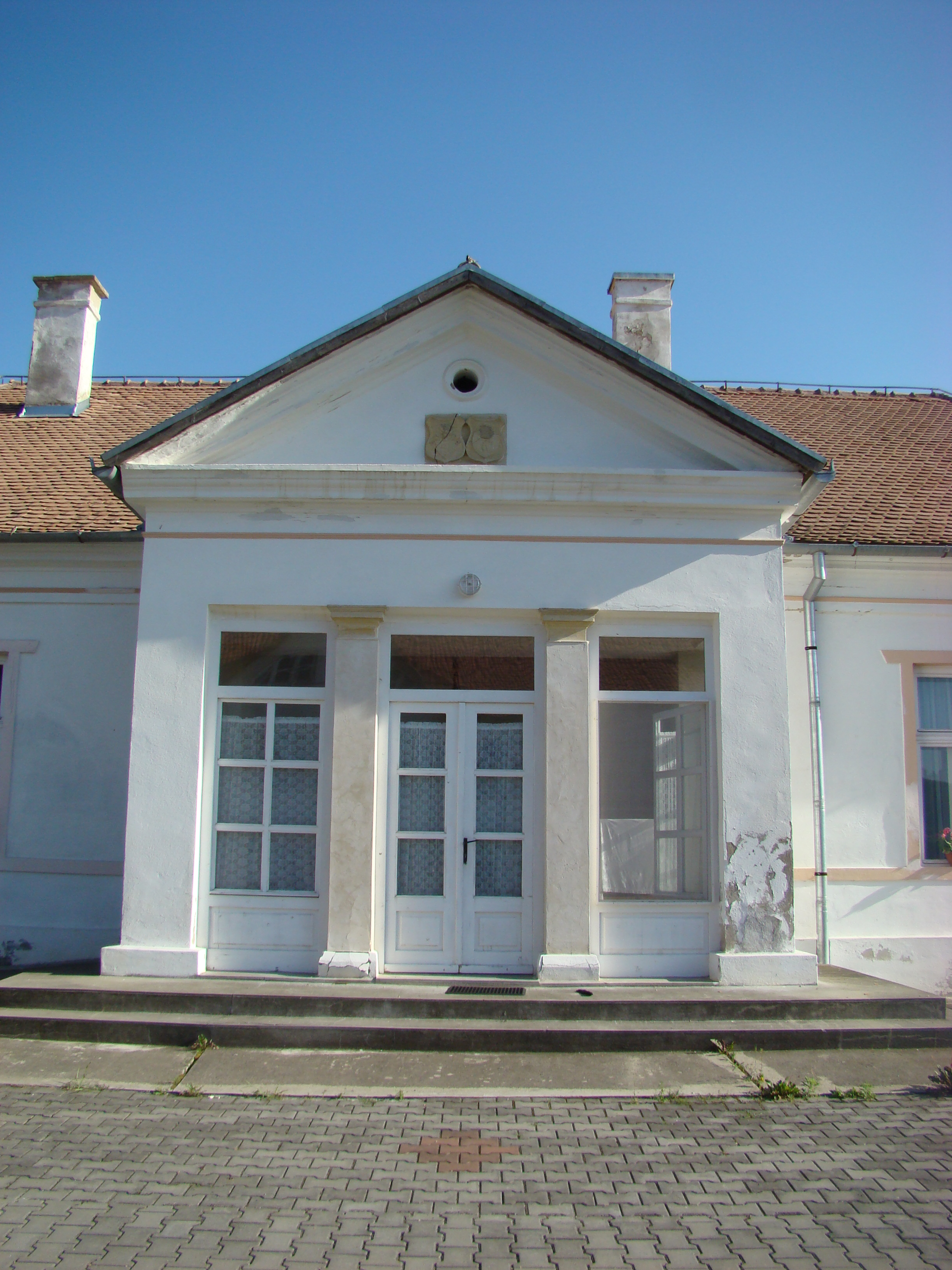
Conacul Szentiványi (a fost reconstruit de Szentiványi Gyula şi Szabó Polixszéna din Turia de Jos 1893)
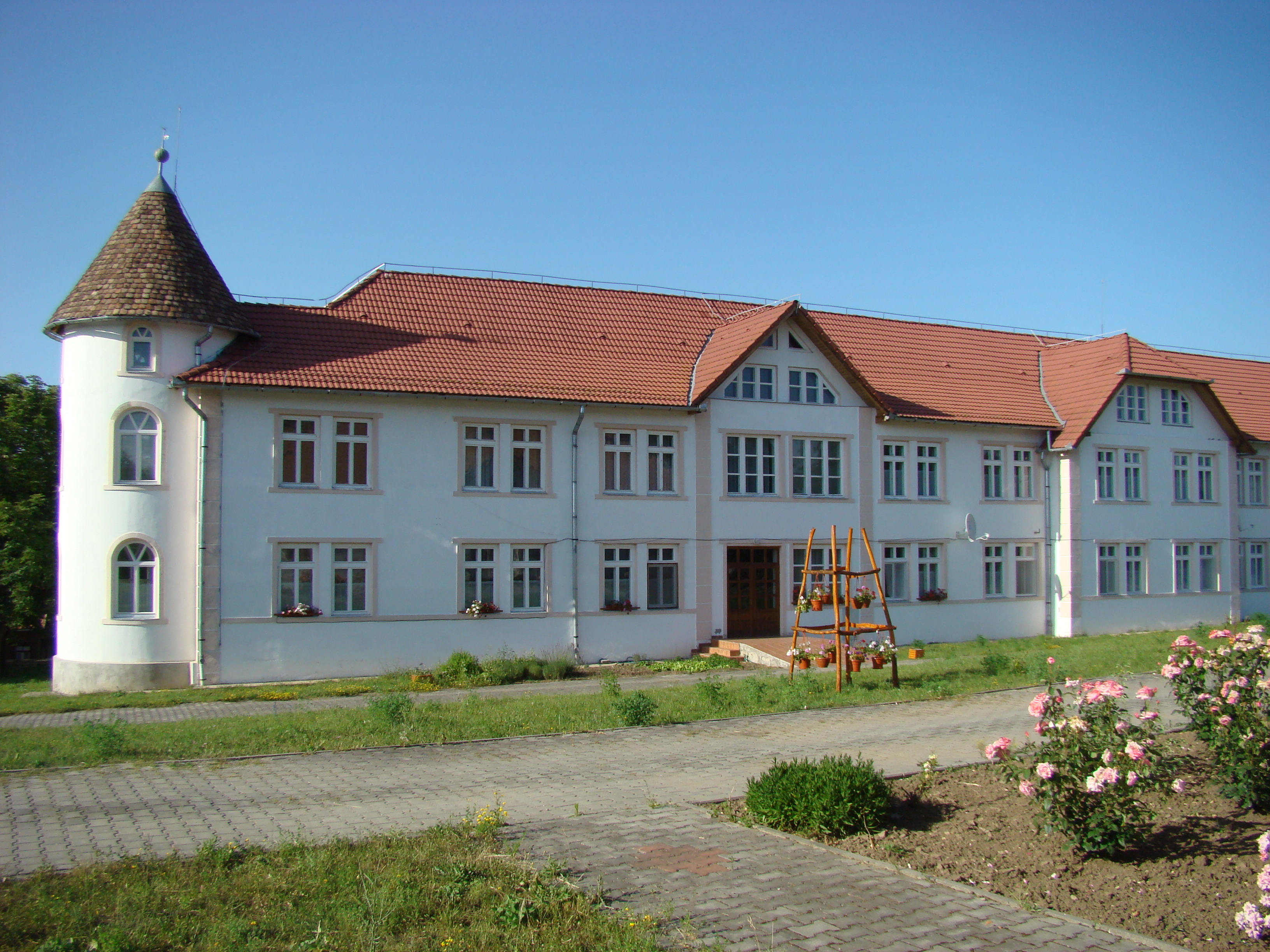
Căminul de bătrâni, construit de o fundație germană
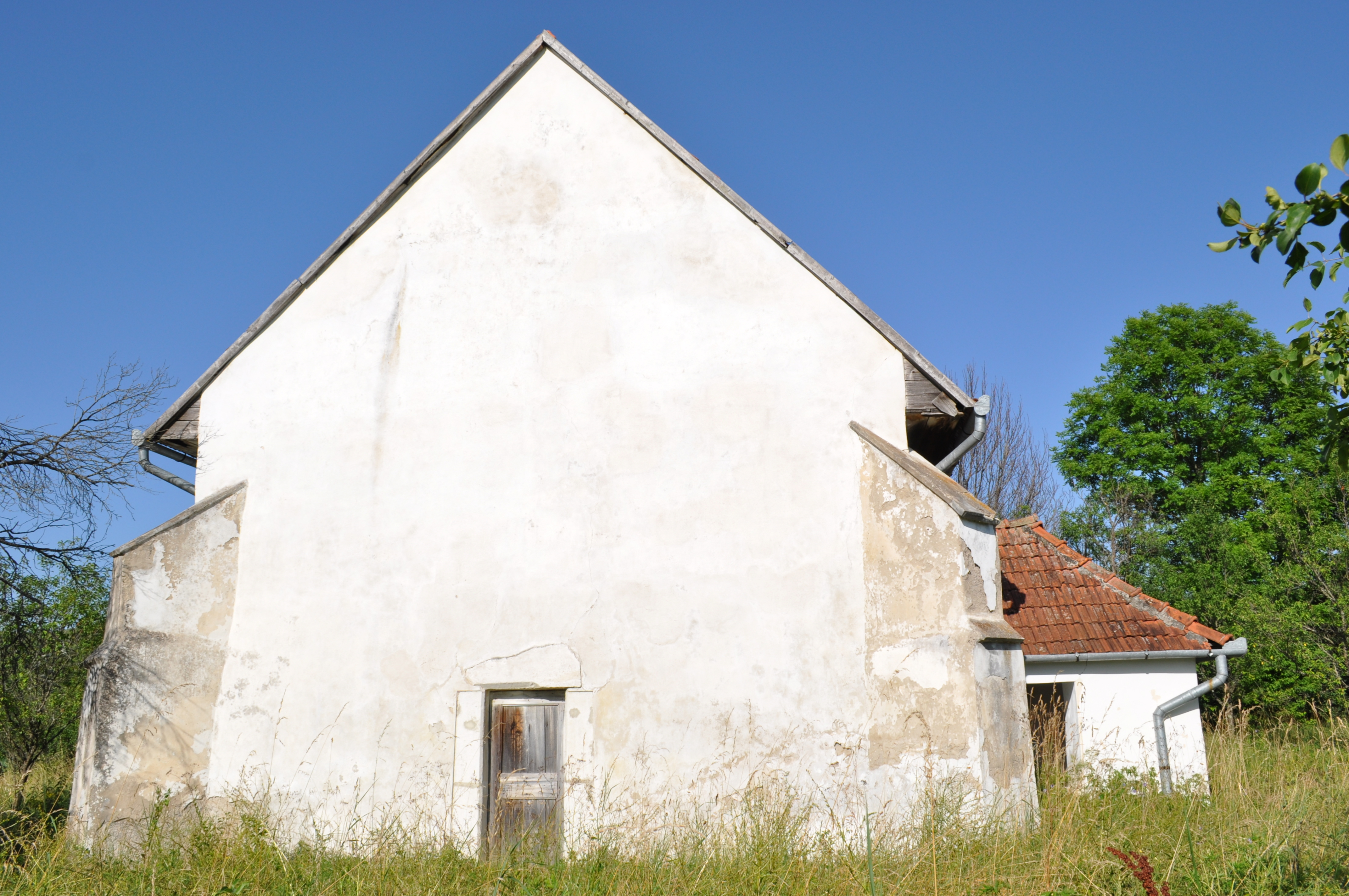
Biserica reformată din Sfăraș (monument istoric)
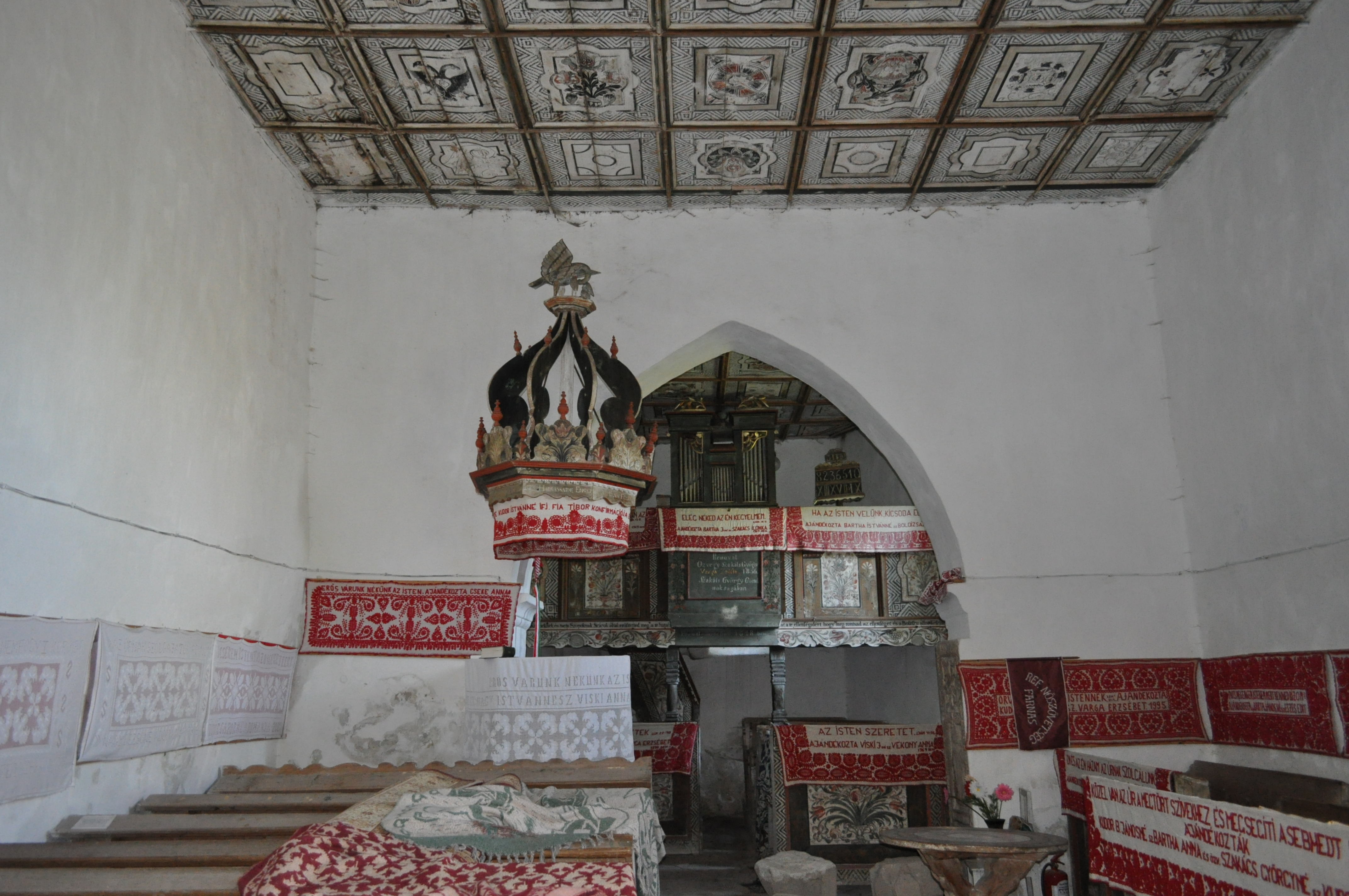
Biserica reformată din Sfăraș (monument istoric)